# La Base (grupo paramilitar)
La Base es un grupo de odio y una red de entrenamiento paramilitar aceleracionista de extrema derecha con importante presencia en Internet, formado en 2018 por Rinaldo Nazzaro y activo en los Estados Unidos, Canadá, Australia, Sudáfrica y Europa. El grupo fue designado como entidad terrorista por Canadá el 3 de febrero de 2021. Utilizando jerga de MMA y mensajes subliminales apocalípticos, el grupo a menudo publica propaganda sobre el tema de "White Cascadia" (que es Idaho, Oregón, Washington y el oeste de Montana en los Estados Unidos, así como algunas partes del oeste de Canadá). La región de 'Cascadia' ha sido señalada por muchos nacionalistas blancos por su población mayoritariamente caucásica, su medio ambiente 'puro' y sus recursos naturales.

## Historia
El grupo fue fundado en junio de 2018 por Rinaldo Nazzaro, quien usa los seudónimos Norman Spear y Roman Wolf. Se informó que Nazzaro compró varios bloques de tierra fuera de la red en el estado de Washington, EE. UU., En 2018 para usar como un campo de entrenamiento de supervivencia.

## Ideología y estatus
La Base es un grupo de odio y una red de formación neonazi, supremacista y aceleracionista que aboga por la formación de etnoestados blancos, un objetivo que consideran alcanzable mediante el terrorismo y el derrocamiento violento de los gobiernos existentes. El proceso de investigación del grupo sirve para conectar a extremistas comprometidos con habilidades terroristas para producir violencia en el mundo real. Organiza "preparadores de guerra racial" y opera "campos de odio" o campos de entrenamiento. El grupo se sospecha tiene conexiones con la Atomwaffen Division y sus subdivisiones.
Nazzaro ha caracterizado a La Base como una "red de supervivencia y autodefensa (...) que comparte conocimientos y formación para prepararse para situaciones de crisis", y niega conexiones con el neonazismo. Nazzaro ha declarado que su objetivo es "formar un cuadro de formadores en todo el país
La Base fue designada como entidad terrorista por Canadá el 3 de febrero de 2021. Ha habido llamamientos, en particular de Anne Aly, un destacado miembro del Parlamento australiano y experto en lucha contra el terrorismo, para designar al grupo como una organización terrorista en Australia.
A fines de 2019 y principios de 2020, se realizaron grabaciones secretas de algunas de las actividades de reclutamiento de La Base. Las cintas incluyen sus intentos de reclutar a varios australianos, incluido un adolescente de 17 años y un hombre de Australia Occidental, Dean Smith, que se postuló para el parlamento por el partido One Nation de Pauline Hanson. Otro australiano que se hizo llamar Volkskrieger fue una persona clave en la campaña de reclutamiento, que se centró en encontrar personas con acceso legal a armas de fuego y licencias de seguridad.

### Estrategias de reclutamiento
El grupo está activo en los Estados Unidos y también en Canadá. Antes de que se revelara su identidad en enero de 2020, Nazzaro, conocido en línea como "Roman Wolf" y "Norman Spear", participó personalmente en el reclutamiento activo, con el objetivo de formar células en Europa, Sudáfrica y Australia.
La Base ha reclutado mediante el uso de iFunny, una app de memes. En foros de chat seguros, VICE notó que los miembros diseñaban memes para difundirlos como propaganda. En agosto de 2019 se publicó propaganda de un campo de entrenamiento de The Base cerca de Spokane, Washington.

## Actividades

### Actividades antisemitas
Richard Tobin y otros miembros de La Base estaban vinculados al vandalismo en sinagogas en Racine, Wisconsin y Hancock, Míchigan, que ocurrió con un día de diferencia en septiembre de 2019. Los documentos judiciales alegan que Tobin organizó los actos vandálicos y luego nombró a dos miembros de La Base para destrozar las sinagogas. Tobin llamó al evento "Operación Kristallnacht".
Yousef O. Barasneh, un árabe neonazi cuyo padre emigró desde Amán, pintó con aerosol esvásticas y otros símbolos antisemitas enRacine, Wisconsin entre el 15 al 23 de septiembre de 2019.

### Protestas en Virginia
El 16 de enero de 2020, el FBI arrestó a tres miembros de La Base justo antes de que se programara una protesta por los derechos de armas, el Día del Lobby a favor de los derechos a portar armas, en el Capitolio del Estado de Virginia en Richmond. El FBI tuvo a seis miembros bajo vigilancia durante varios meses y había instalado cámaras de circuito cerrado de televisión dentro del departamento del grupo para observarlos y evitar que causaran algún daño. Según documentos del FBI, tres miembros estaban discutiendo "la planificación de la violencia en un evento específico en Virginia, programado para el 20 de enero de 2020". On January 17th, the trio were indicted for illicit activities Al día siguiente, tres miembros más fueron arrestados por conspirar para "descarrilar trenes" y envenenar los suministros de agua.

### Otros incidentes
En la noche del 11 de diciembre de 2019, dos miembros, Justen Watkins y Alfred Gorman, aparecieron en una casa residencial en la ciudad de Dexter, Míchigan. Allí, encendieron luces y tomaron fotografías en el porche delantero. Watkins y Gorman creyeron incorrectamente que la casa pertenecía a un podcaster "Antifa", Daniel Harper del polémico programa I Don't Speak German, y ambos tenían la intención de amenazarlo. Sin que ellos lo supieran, era el hogar de una familia sin parentesco. Watkins y Gorman subieron sus fotos a un canal de Telegram utilizado por militantes de La Base. El 29 de octubre de 2020, Watkins y Gorman fueron detenidos por el FBI y acusados de pertenencia a una pandilla, publicación ilegal de un mensaje y uso de computadoras para cometer un delito. Según VICE News, entre el intento de intimidación y su arresto, los registros de chat filtrados revelaron que Watkins estaba planeando un "complejo fortificado" en la península superior de Míchigan. En dichos registros, estaba discutiendo planes para comprar casas y terrenos (y posteriormente fortificarlos) con miembros de Wire, queriendo establecer un enclave para albergar y capacitar a los miembros.
En abril del 2021, dos hombres fueron acusados en el Condado de Floyd, Georgia por presunto robo y decapitación ritual de un animal. El asistente del fiscal de distrito dijo que una "docena de miembros de La Base" participó en el ritual de beber sangre bajo los efectos de las drogas.

## Miembros notables

### Fundador
Rinaldo Nazzaro usa los seudónimos Norman Spear y Roman Wolf. Nazzaro solía trabajar para la Oficina Federal de Investigaciones (FBI) como analista y también solía trabajar como contratista para el Pentágono, y clama haber servido en Afganistán e Irak. Nazzaro era propietario de una empresa de contratación de seguridad, Omega Solutions International LLC. Es un supremacista blanco y partidario del Imperativo Territorial del Noroeste, que propone la creación de "un etnosestado separatista blanco en el noroeste del Pacífico".
Con su esposa, Nazzaro reside en San Petersburgo, Rusia, según BBC News; se compró un departamento en la ciudad a nombre de su esposa en julio de 2018, mismo mes en que se fundó La Base. Un video publicado en línea en mayo de 2019 muestra a Nazarro, aparentemente en Rusia, con una camiseta con una imagen del presidente Vladímir Putin y las palabras "Rusia, poder absoluto". La BBC también informó que en 2019, Nazzaro fue incluido como invitado en una exhibición de seguridad del gobierno ruso en Moscú. Algunos miembros de La Base sospechaban que Nazarro estaba conectado con la inteligencia rusa, lo que Nazzaro niega.

### Otros miembros

##### Jason Lee Van Dyke
Jason Lee Van Dyke, el exabogado y exlíder de los Proud Boys, quien recientemente supuestamente trató de planear el asesinato de un rival político, intentó unirse a la Base, pero se le negó la membresía por ser una "enorme responsabilidad". En un esfuerzo por convencer a los líderes del grupo de que se le debería permitir unirse a la Base y que sería un miembro productivo, Van Dyke ofreció su experiencia en el entrenamiento con armas y su propiedad en Decatur, Texas para un campamento paramilitar.

##### Patrik Jordan Mathews
Un ingeniero de combate, cabo principal, Patrik Jordan Mathews (alias Dave Arctorum o "detector de coincidencias") de la Reserva de las Fuerzas Armadas Canadienses, fue identificado como uno de los tres arrestados. Anteriormente, el 16 de agosto de 2019, Mathews había sido denunciado por organizar una célula terrorista para The Base y Atomwaffen en Manitoba a través de informes encubiertos de Winnipeg Free Press. También se le describió como colocando carteles para "intimidar y amenazar a los activistas antifascistas locales". Otros carteles en Manitoba, que comenzaron a aparecer en julio, decían "Salva tu raza, únete a la base" y "La base: aprende a pelear como un tren". Vice News también descubrió que había participado en un campo de entrenamiento en el estado estadounidense de Georgia. Sin presentar cargos contra él, el 19 de agosto la RCMP registró su casa en Beausejour, Manitoba y confiscó armas. Los militares habían sido alertados sobre Mathews en abril y comenzaron una investigación en julio. Para el 24 de agosto, había desaparecido y se informó que fue liberado voluntariamente de las Fuerzas Armadas.
El camión de Mathews fue encontrado cerca de la frontera en Piney, Manitoba, y se asumió que había entrado ilegalmente a los Estados Unidos. Es posible que Mathews fuera asistido por una célula de Minnesota de The Base. Mathews fue arrestado en Maryland por el FBI en enero de 2020 junto con dos asociados, Brian M. Lemley Jr., 33, y William G. Bilbrough IV, 19. Los hombres están acusados de fabricar rifles de asalto y fabricar DMT para rituales ocultos. Se enfrentan a una pena máxima de 10 años por delitos con armas de fuego, incluido el transporte de una ametralladora.

##### Luke Austin Lane
Luke Austin Lane era un líder celular de La Base y seguidor de la Orden de los Nueve Ángulos. Su célula estaba formada por unos pocos miembros en Georgia y era bastante activa. Grababa sus prácticas con armas de fuego con su celular publicaba la película en línea con fines de propaganda. En enero de 2020, Lane y dos cómplices fueron arrestados por presuntamente almacenar armas y conspirar para matar a una pareja antifascista y a sus hijos pequeños. En preparación, Lane, junto con una docena de personas más, había participado en entrenamiento paramilitar, consumió drogas psicodélicas, sacrificaron un carnero y bebieron su sangre en un ritual ocultista en su propiedad.